# Forma chiusa (musica)
In musica, una melodia in forma chiusa è basata su un principio di ripetizione delle frasi, in contrapposizione alla forma aperta, caratterizzata dall'assenza di riprese prefissate. Brani scritti in forma chiusa sono i pezzi chiusi, ovvero pezzi musicalmente autonomi dal resto di una composizione di più ampia portata, generalmente un'opera, un oratorio o una cantata. Sono pezzi chiusi le arie, i pezzi d'assieme (duetti, trii ecc.) o i cori. La forma chiusa caratterizza anche le romanze e i lied strofici. 
Nell'opera settecentesca il testo dei pezzi chiusi era costituito da versi misurati e si contrapponeva nettamente ai recitativi, scritti in versi sciolti. Le opere del settecento erano caratterizzate da una grande frammentazione in pezzi chiusi autonomi, frammentazione che verrà gradualmente superata nel corso dell'Ottocento da operisti come Verdi e soprattutto Wagner, con i quali si passerà ad unità di articolazione più ampie del discorso drammatico (la scena in Verdi e addirittura l'intero atto in Wagner).